# Brasserie Dubuisson

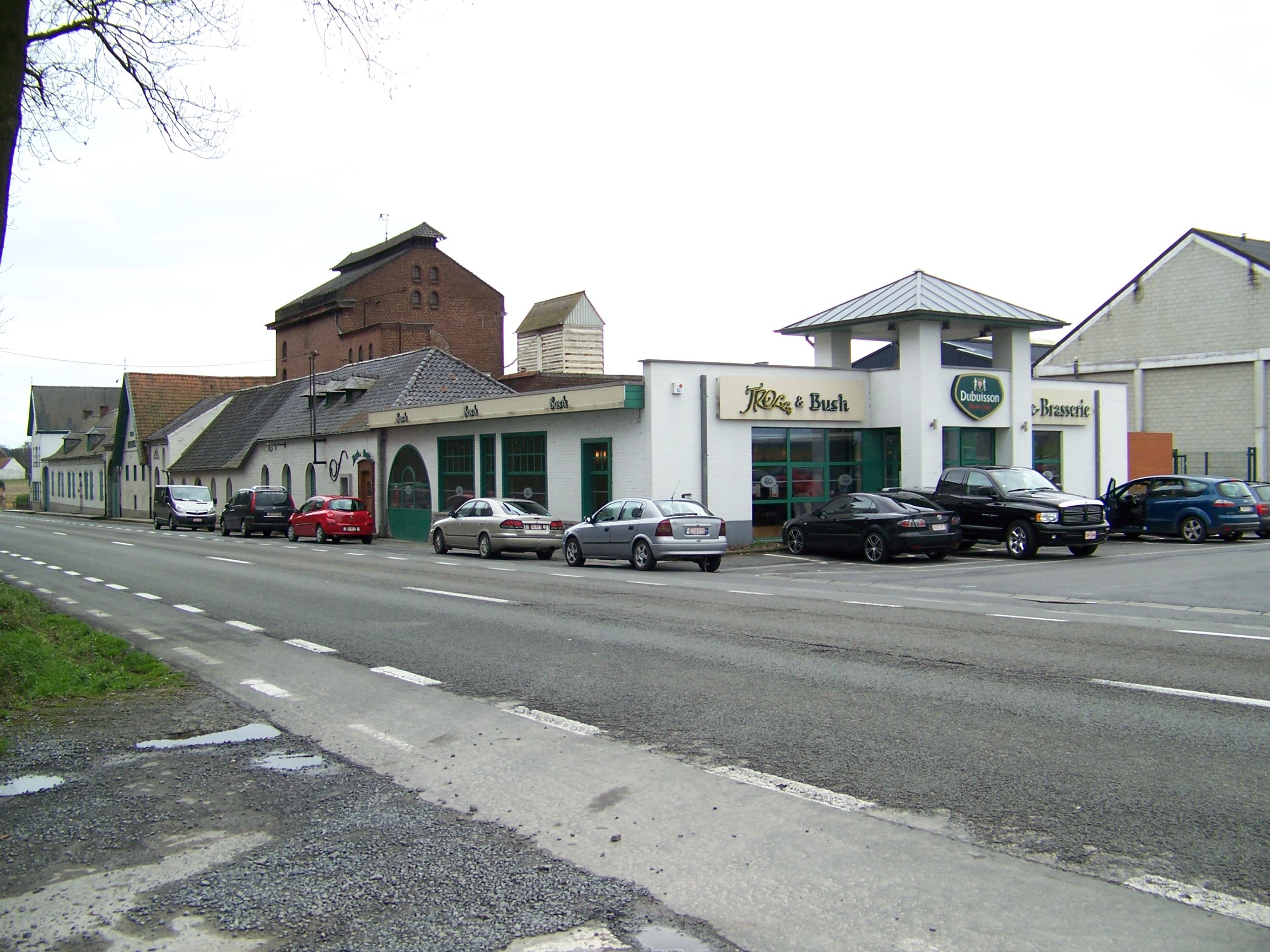
Brouwerij met degustatielokaal Troll & Bush

Sprl Brasserie Dubuisson frères is een Belgische brouwerij gelegen in Pipaix, in de provincie Henegouwen.

## Geschiedenis
De brouwerij werd opgericht in 1769 door Joseph Leroy in Ghysegnies onder de naam Brasserie de Ghysegnies en was oorspronkelijk een boerderij met brouwerij en distilleerderij. In 1890 huwde Clovis Dubuisson met Aline Leroy, de vierde generatie van de brouwersfamilie Leroy. Clovis kwam aan het hoofd van de brouwerij en veranderde de naam in Brasserie Dubuisson-Leroy. Vanaf 1921 begonnen zijn zonen Amedée en Alfred in de brouwerij mee te werken. In 1926 namen zij de boerderij-brouwerij over. Van dan af krijgt de brouwerij zijn huidige naam. 1933 was misschien wel het belangrijkste jaar in de geschiedenis van de brouwerij. Inspelend op het succes van de Engelse bieren werd een sterk amberkleurig bier gebrouwen in Engelse stijl en de merknaam Bush Beer werd op 4 mei 1935 gedeponeerd. Bush is gewoon de Engelse vertaling van Dubuisson, de familienaam van de brouwers.
Vanaf 1960 begon de brouwerij haar bieren uit te voeren, eerst naar Frankrijk en vanaf 1980 ook naar de VS.
In 1992 kwamen de neven Vincent en Hugues Dubuisson, ondertussen de achtste generatie, aan het hoofd van de brouwerij.
In 2000 werd een microbrouwerij annex café geopend in Louvain-la-Neuve en in 2003 een tweede microbrouwerij in Bergen, daar worden enkel Cuvée des Trolls en lichtere bieren voor lokale consumptie gebrouwen. Beiden zaken kregen de naam Le Brasse-Temps.
In 2004 besliste Vincent zijn deel aan Hugues te verkopen, maar hij bleef wel nog tot 2007 in dienst van de brouwerij.

## Brouwerij
- Brouwcapaciteit 24000 hectoliter/jaar (anno 2008)
- Verhouding export/binnenlandse verkoop: 74,5/25,5% (anno 2008)

## Bieren

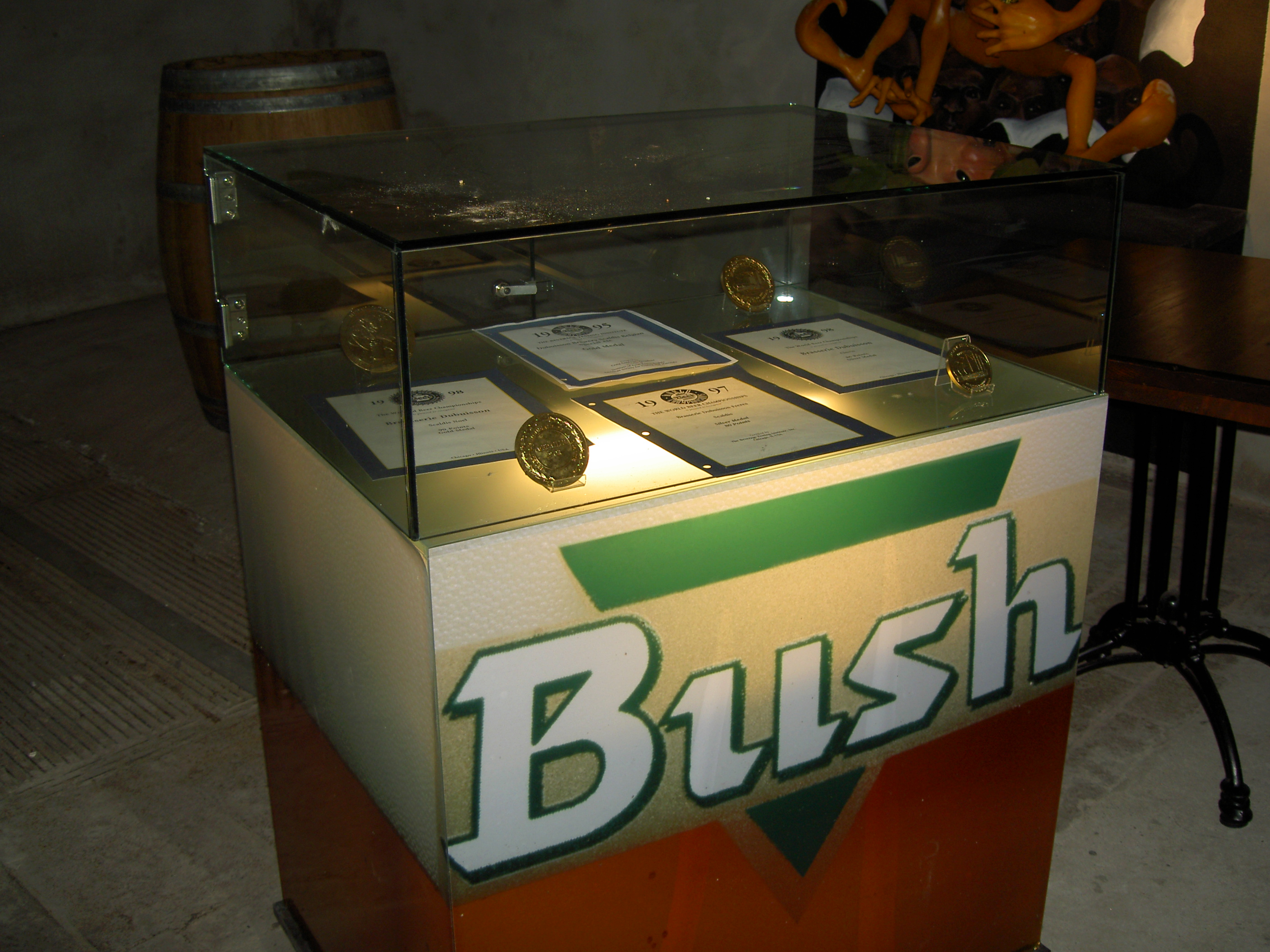
Prijzenkast Bush bieren

- Bush Amber – Amber Triple – Blond - Blond Triple – Prestige – Prestige de Nuits – de Noël – Noël Premium
- Cuvée des Trolls (gebrouwen in de microbrouwerij)
- Ambrasse-Temps (gebrouwen in de microbrouwerij)
- Brasse-Temps de Cérises (gebrouwen in de microbrouwerij)
- Blanche Neuve (gebrouwen in de microbrouwerij)
- Scaldis Amber – Noël – Noël Premium – Refermentée – Prestige – Prestige de Nuits (De Bushbieren worden onder de naam Scaldis uitgebracht in alle landen waar Anheuser-Busch zijn merknaam Busch heeft laten registreren).